# Georg Schünemann

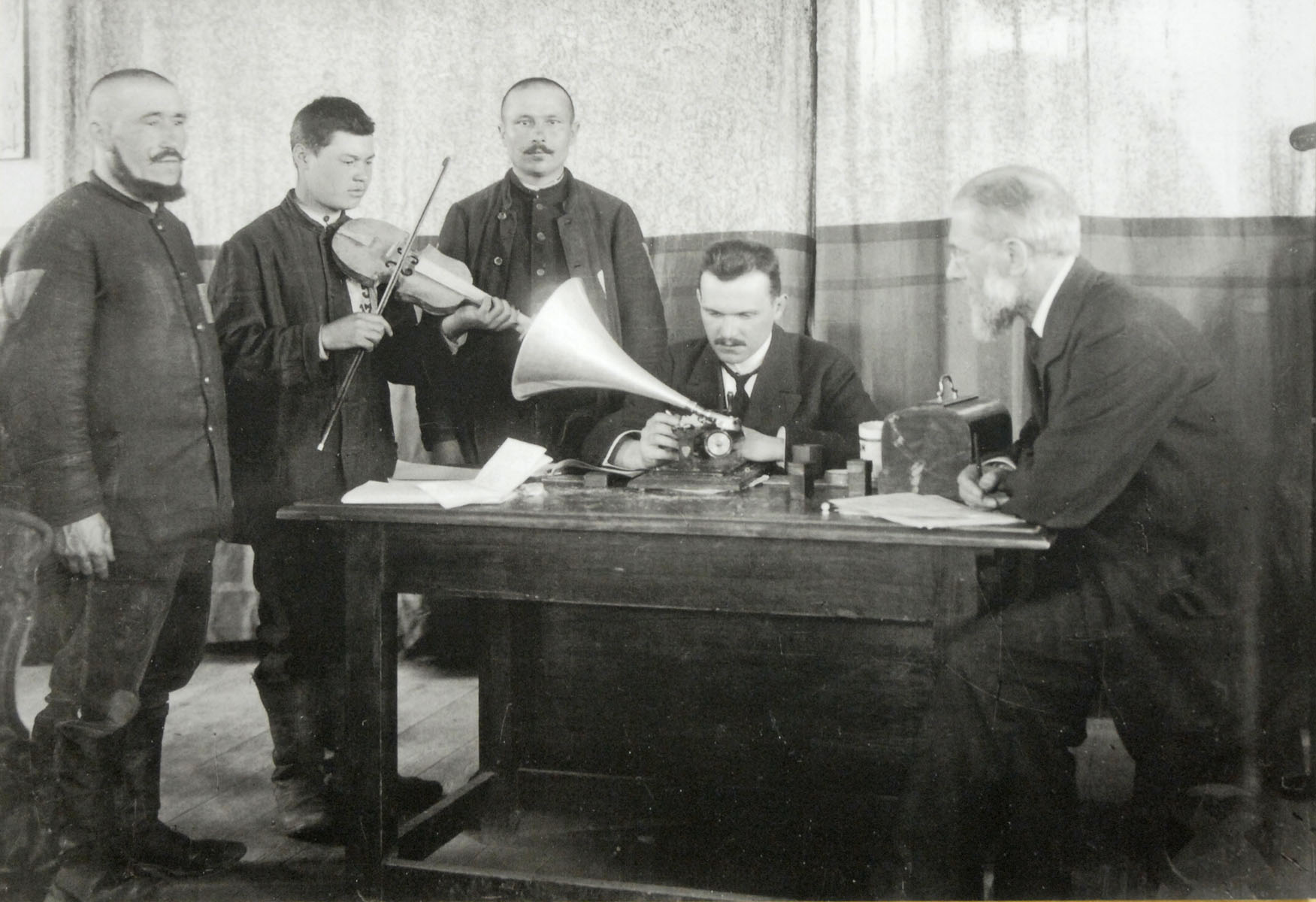
Georg Schünemann (Mitte) und Carl Stumpf (rechts) bei Tonaufzeichnungen mit tatarischen Musikern in Frankfurt (Tonarchiv 1915, Ethnologisches Museum Berlin)

Georg Otto Alexander Schünemann (* 13. März 1884 in Berlin; † 2. Januar 1945 ebenda) war ein deutscher Musikwissenschaftler und -pädagoge.

## Leben
Schünemann, Sohn des Rektors Georg Franz Schünemann und der Magdalena Schünemann, geb. Zimmermann, besuchte das Luisenstädtische Gymnasium seiner Heimatstadt. Seine musikalische Ausbildung begann er 1903 im Fach Klavier am Stern’schen Konservatorium bei Theodor Schönberger, daneben studierte er privat Flöte bei Emil Prill und war mehrere Jahre lang als Flötist tätig. Sein musikwissenschaftliches Studium an der Friedrich-Wilhelms-Universität (u. a. bei Hermann Kretzschmar) schloss er 1907 mit seiner Dissertation Zur Frage des Taktschlagens und der Textbehandlung in der Mensuralmusik ab. Schünemann arbeitete dann als Lehrer für Flöte, Klavier und Theorie sowie als Musikkritiker für die Berliner Neuesten Nachrichten, die Deutsche Zeitung und die Deutsche Allgemeine Zeitung. Während des Ersten Weltkriegs nahm er in deutschen Kriegsgefangenenlagern „Phonogramme“ (Tonaufzeichnungen) von Volksliedern auf. Nach seiner Habilitation 1919 (Thema: Das Lied der deutschen Kolonisten in Rußland) wurde er 1920 Professor, stellvertretender Direktor und 1932 Direktor der Berliner Hochschule für Musik. Als Mitarbeiter von Leo Kestenberg war er mit der Neuordnung der Schul- und Privatmusikerziehung befasst.
Nach der Machtübernahme der Nationalsozialisten wurde er als Direktor der Hochschule nach Denunziationen „beurlaubt“; wurde aber direkt danach Leiter der „Sammlung alter Musikinstrumente“ der Hochschule. Ab 1935 war er in der Nachfolge von Johannes Wolf Direktor der Musikabteilung der Preußischen Staatsbibliothek. Seit 1936 war Schünemann Mitherausgeber der Zeitschrift Archiv für Musikforschung. Schünemann wurde nicht Mitglied der NSDAP, war aber seit März 1933 Mitglied der NSDAP-Beamtenarbeitsgemeinschaft der Musikhochschule. Nachdem er 1940 eine „entjudete“ Neuübersetzung von Mozarts Oper Die Hochzeit des Figaro vorgelegt hatte, wurde er stellvertretender Vorsitzender des Arbeitsausschusses der Reichsstelle für Musikbearbeitungen, einer Unterabteilung des Reichsministeriums für Volksaufklärung und Propaganda. Während des Zweiten Weltkriegs arbeitete er auch in der Hauptstelle Musik des Amts Rosenberg sowie kurzfristig im Einsatzstab Reichsleiter Rosenberg mit.
Schünemann übertrug auch das Libretto von Don Giovanni ins Deutsche. Mit seinem Text wurde die Oper u. a. 1961 in der Deutschen Oper Berlin von Carl Ebert mit Dietrich Fischer-Dieskau, Elisabeth Grümmer und Josef Greindl aufgeführt.
Er war ab 1918 verheiratet mit Gertrud Krause (* 1886, Friedrichsberg), das Paar hatte einen Sohn, Wolfgang (* 1919).
Schünemann verstarb an einem Lungentumor im Berliner Sankt Hedwig-Krankenhaus. Seine letzte Ruhe fand er zunächst auf dem Südwestkirchhof Stahnsdorf (Urnenhain III, Feld 12, Gartenstelle 6), später wurde er auf den Waldfriedhof Zehlendorf umgebettet (Abteilung U-III-153).

## Werke (Auswahl)
- Geschichte des Dirigierens. Breitkopf & Härtel, Leipzig 1913
- Geschichte der deutschen Schulmusik. Kistner & Siegel, Leipzig 1928
- Musik-Erziehung Teil 1: Die Musik in Kindheit und Jugend. Kistner & Siegel, Leipzig 1930
- Mozart: Così fan tutte (So machen's alle), Don Giovanni, Die Hochzeit des Figaro. (Neuübertragungen der Texte.) Reclam, Leipzig 1940
- Geschichte der Klaviermusik. Hahnefeld, Berlin 1940
- Die Singakademie zu Berlin 1791–1941. Bosse, Regensburg 1941.